# Dekanat skalski
Dekanat skalski – jeden z 33 dekanatów rzymskokatolickiej diecezji kieleckiej. Tworzy go 10 parafii:
- Czaple Wielkie – pw. św. Bartłomieja Ap.
- Imbramowice – pw. św. Benedykta op.
- Iwanowice – pw. Trójcy Świętej
- Minoga – pw. Narodzenia NMP
- Narama – pw. Matki Bożej Szkaplerznej
- Sieciechowice – pw. św. Andrzeja Ap.
- Skała – pw. św. Mikołaja
- Smardzowice – pw. Matki Bożej Różańcowej
- Wysocice – pw. św. Mikołaja
- Grodzisko-Ojców – pw. Wniebowzięcia Najświętszej Maryi Panny i św. Józefa Robotnika

## Galeria

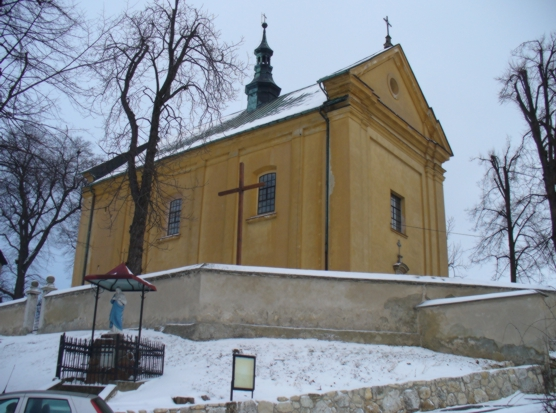
Imbramowice, kościół pw. św. Benedykta Opata
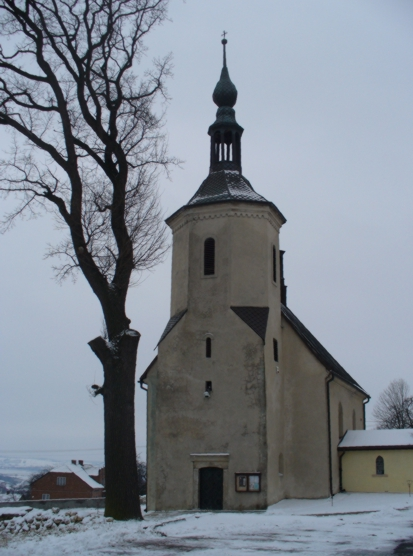
Kościół w Czaplach Wielkich
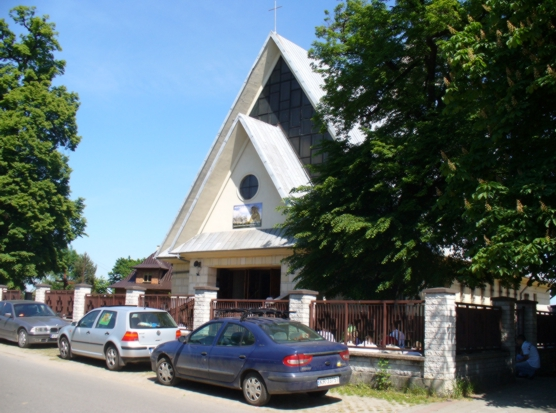
Narama, kościół pw. Matki Bożej Szkaplerznej (1)
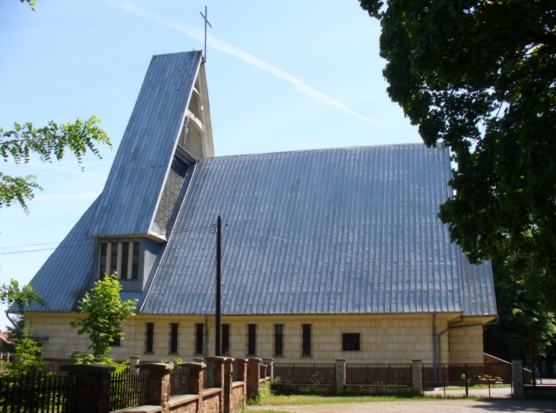
Narama, kościół pw. Matki Bożej Szkaplerznej (2)
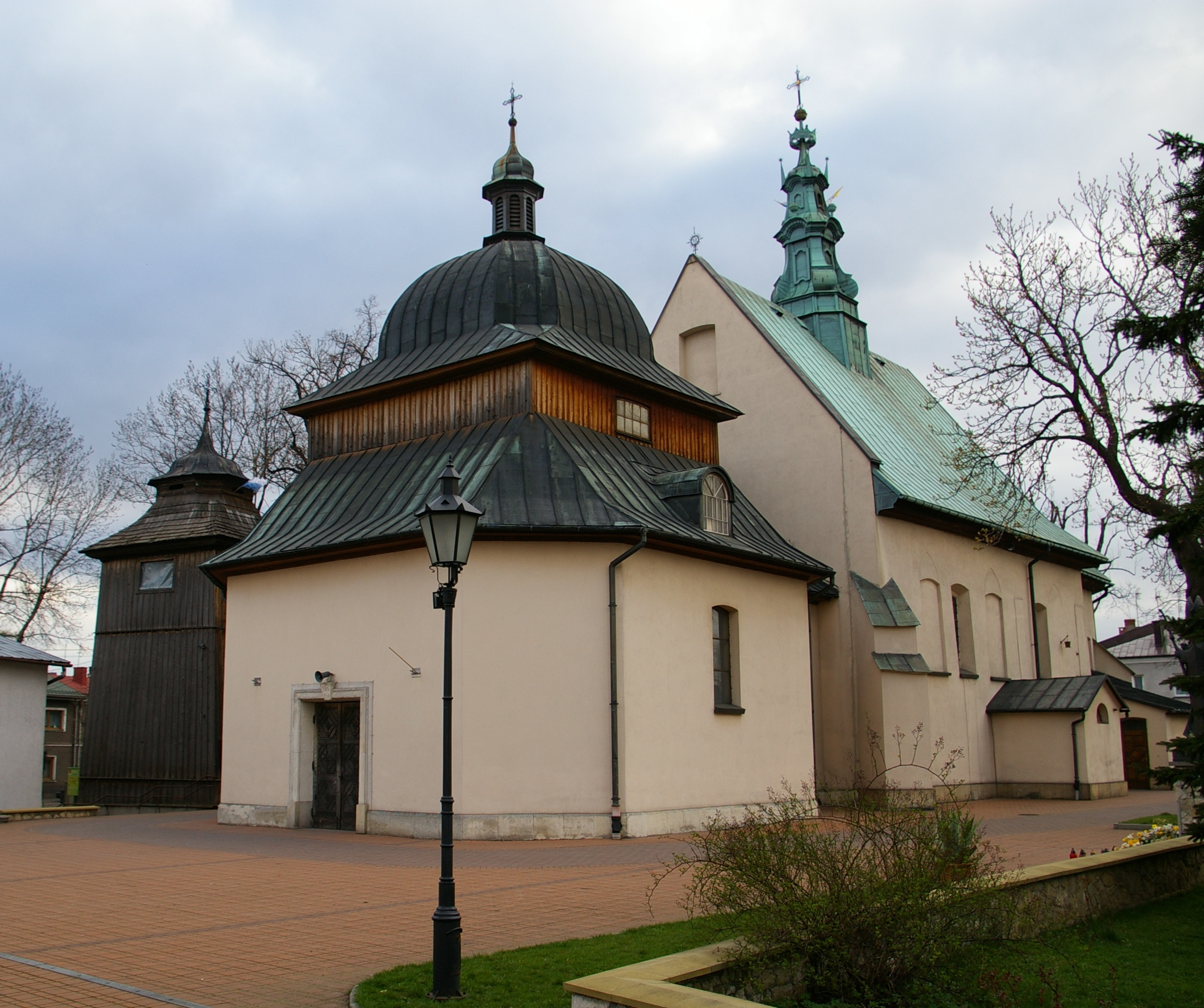
Kościół w Skale
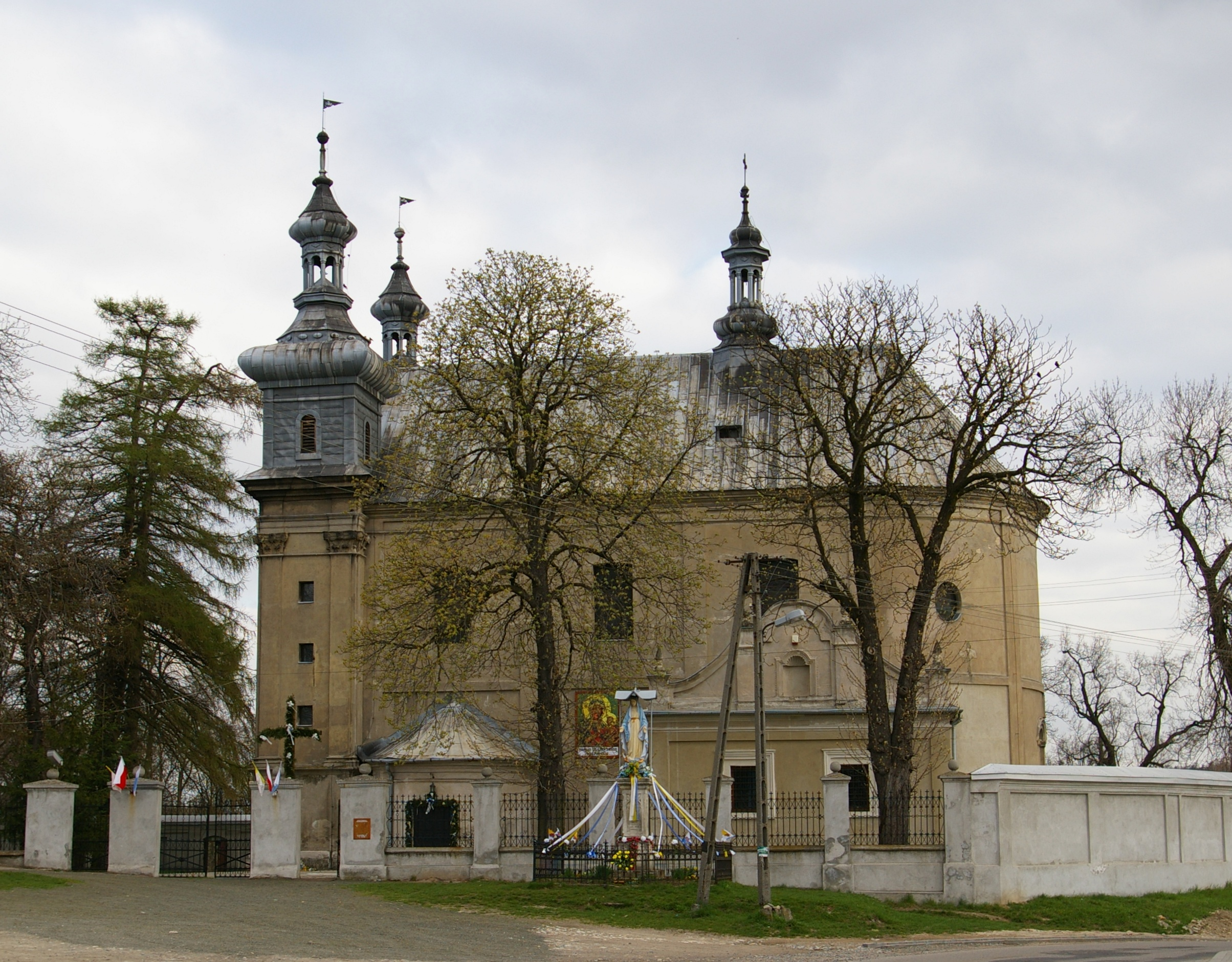
Kościół parafialny w  Minodze
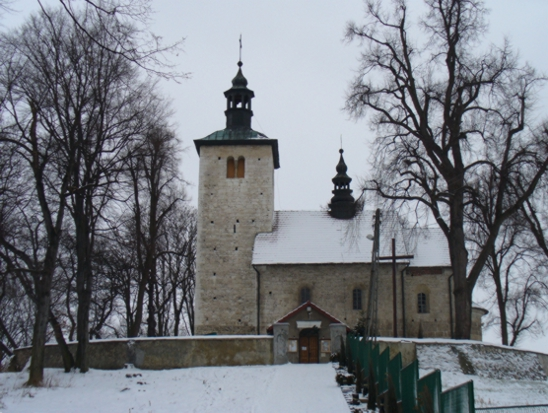
Kościół św. Mikołaja w  Wysocicach (1)
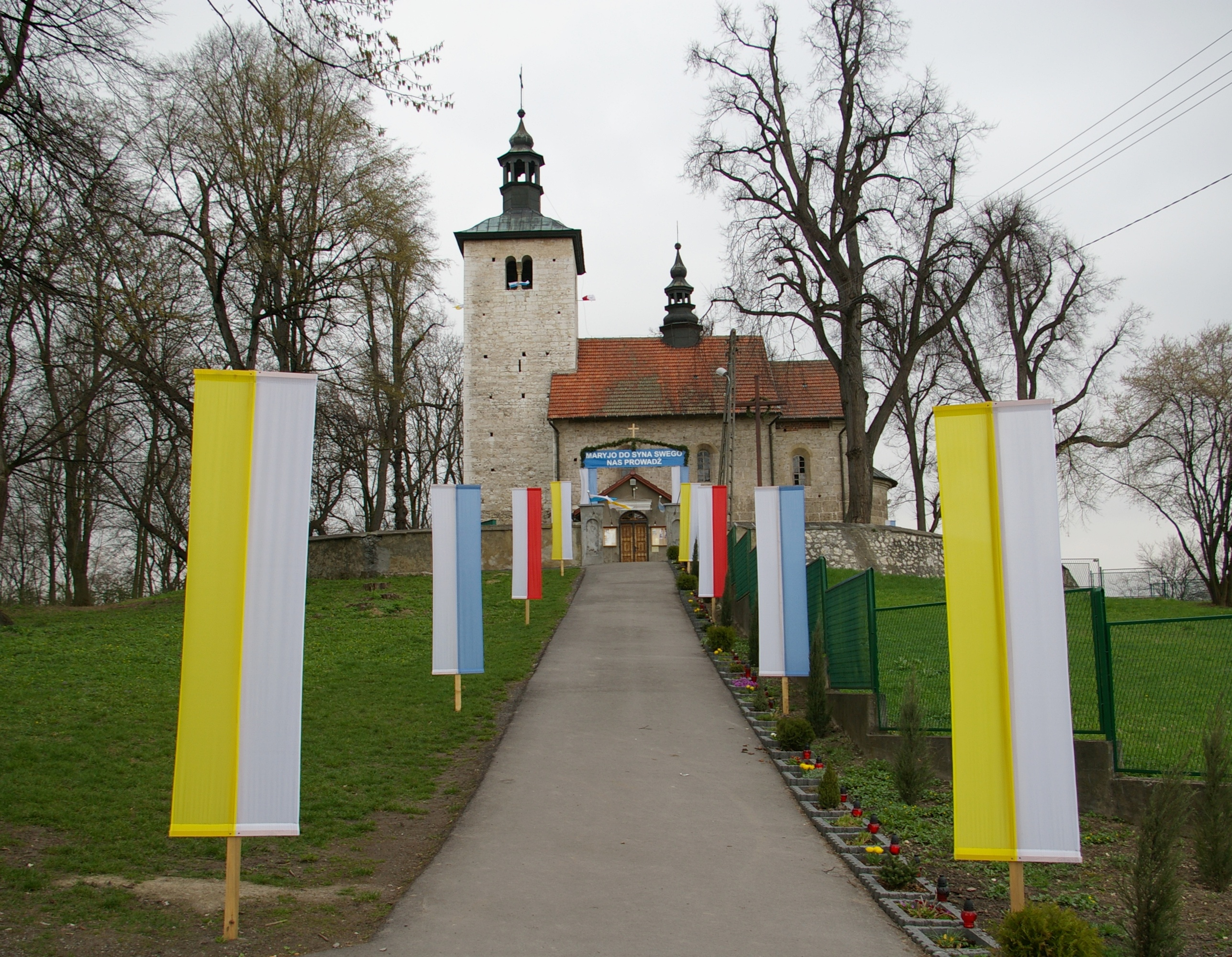
Kościół św. Mikołaja w  Wysocicach (2)
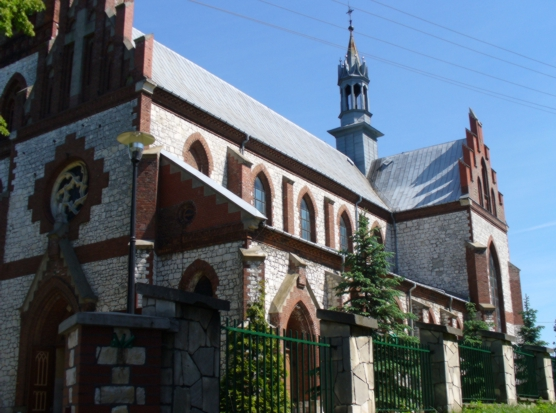
Kościół w Smardzowicach
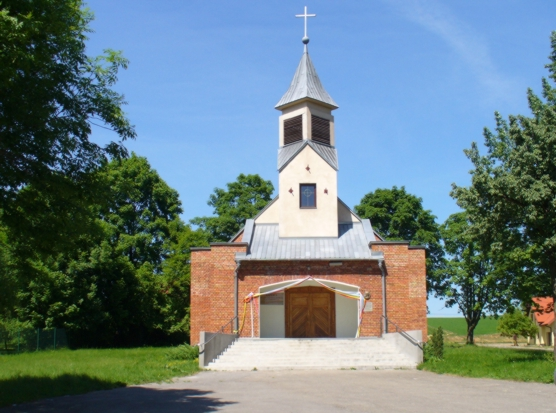
Szczodrkowice (parafia Smardzowice), kaplica pw. Miłosierdzia Bożego
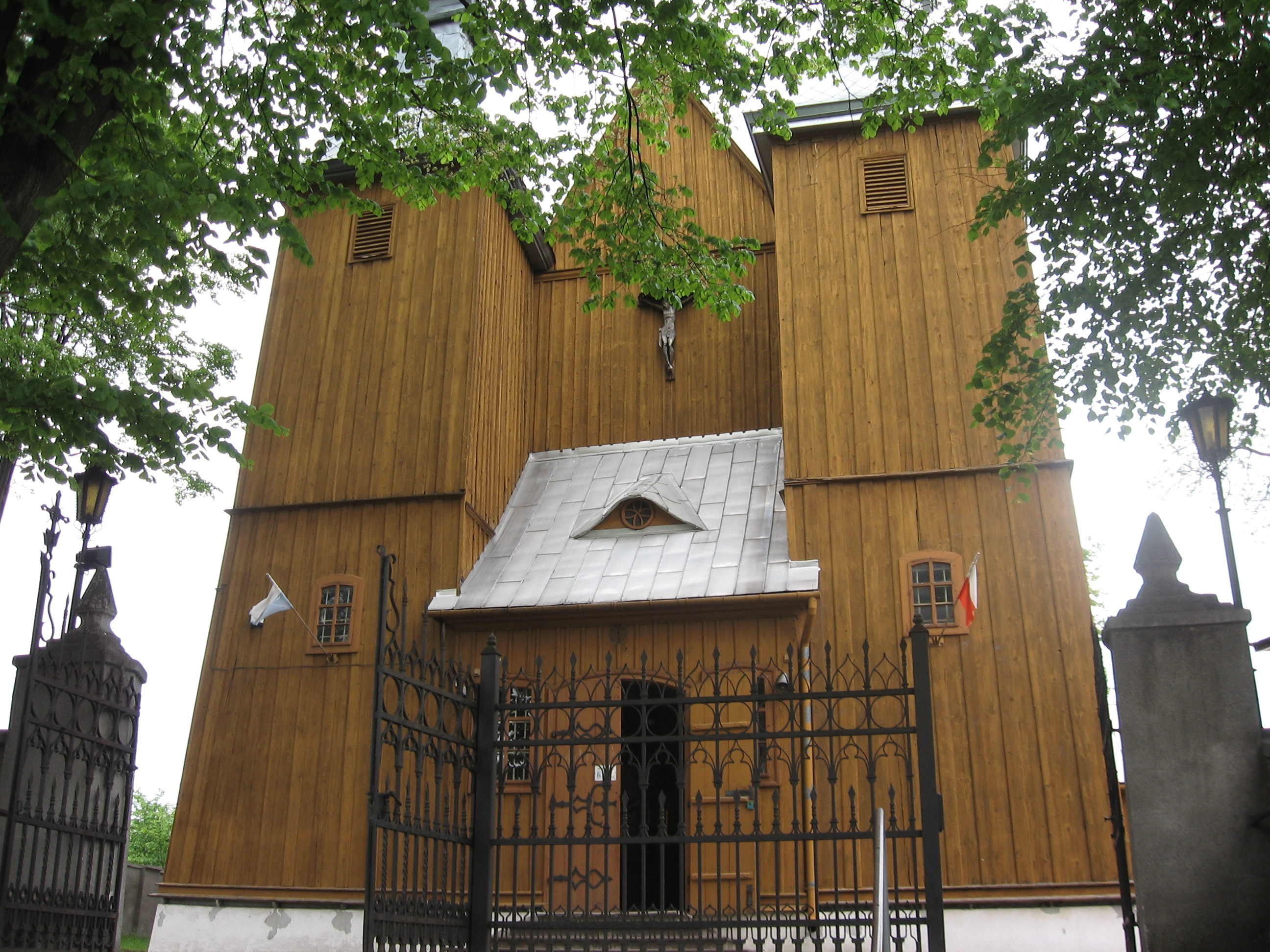
Iwanowice, kościół Trójcy Świętej